# HAT–P–2 b
A HAT–P–2 b vagy Magor, magyar felfedezésű exobolygó, melyet a Bakos Gáspár által üzemeltetett HATNet távcsőrendszerrel fedeztek fel 2007-ben. 8,17 jupitertömegű bolygó, a HD 147506 – 2019-től Hunor nevű – csillagot 5,63 nap alatt kerüli meg, ezzel a leghosszabb keringési idejű fedési exobolygók között van. Pályája rendkívül elnyúlt, 5-15 millió km közötti. A rendszerben más bolygók is lehetnek.

## Elnevezése
Ahogy az exobolygók egyik fejezetében olvashatjuk, ezek az objektumok alapesetben nem kapnak egyedi nevet, csak katalógusszámot. Ez alól 2019-ben kivételt tett a Nemzetközi Csillagászati Unió, fennállásának 100. évfordulója alkalmából. 113 ország egy-egy – szabad szemmel nem, de kis távcsővel már látható – csillagának és a körülötte keringő, ismert bolygójának nevére tehetett javaslatot. Hazánkban a csillagászat.hu internetes honlapon bárki beküldhette ötletét 2019 nyarán. A beérkezett másfélszáz javaslatot ötfős csillagászati és nyelvtudományi szakértőkből álló bizottság bírálta el, majd újabb szavazást követően a csillagra a Hunor, bolygójára a Magor nevet továbbították az IAU-nak, amely azt 2019. december 17-én hivatalossá tette. A Hunor és Magor nevet elsőként Becz Miklós budapesti tanár és amatőrcsillagász javasolta, de mások is.
A 113 országból Magyarországon kívül további tizenhárom adott nevet HATNet program során felfedezett exobolygóknak, amelyek felsorolása ott tekinthető meg.